# Hélio Luz
Hélio Tavares Luz (Porto Alegre, 3 de abril de 1946) é um político e delegado brasileiro. Foi delegado de Polícia Civil do Estado do Rio de Janeiro  e Deputado Estadual à Assembléia Legislativa do Rio de Janeiro por apenas um mandato.
Trabalhou como escriturário do Banco do Brasil entre 1964 e 1973, período em que prestava assessoria jurídica voluntária aos movimentos sociais no Rio de Janeiro. Seduzido por uma jornada de trabalho amigável, que concedia quatro dias de folga para cada 24 horas trabalhadas, trocou a vida de bancário pela de policial.
Foi chefe da  Polícia Civil do Estado do Rio de Janeiro de junho de 1995 a setembro de 1997, no governo Marcello Alencar (PSDB). No cargo, notabilizou-se pela prisão de alguns dos principais traficantes da cidade, entre eles Ernaldo Pinto de Medeiros, o Uê, um dos líderes do Comando Vermelho (CV) - executado em 2002, em Bangu I, pelo grupo de Fernandinho Beira-Mar.  Também na época em que Hélio Luz chefiava a Polícia Civil do Rio de Janeiro, foi feita a prisão do traficante Marcio Nepomucemo, o Marcinho VP, apontado como um dos líderes do tráfico no Complexo do Alemão. Sua gestão marcou também o início da redução do número de sequestros no Rio. Os casos chegaram a 108, em 1995, e caíram para 58, em 1997.
Hélio Luz foi eleito deputado estadual  pelo PT em 1998 e exerceu apenas um mandato, quando resolveu abandonar a política  (1999-2002).
Atualmente  aposentado e afastado da vida pública, vive com a família em Porto Alegre, onde nasceu.